# Mendesella orianae
Mendesella orianae är en stekelart som beskrevs av Valerio och Whitfield 2000. Mendesella orianae ingår i släktet Mendesella och familjen bracksteklar. Inga underarter finns listade i Catalogue of Life.